# Căsătorie ciudată (roman)
Căsătorie ciudată (în maghiară Különös házasság) este un roman istoric de Kálmán Mikszáth, publicat pentru prima dată în 1900.
S-a bazat pe un eveniment real din viața scriitorului. Cu toate că s-a dezvăluit mai târziu că povestea romanului este diferită față de realitate, acest lucru nu a prejudiciat valoarea artistice a acestui roman celebru al lui Kálmán Mikszáth. Personajul principal al romanului este contele János Buttler.
Intriga romanului are loc la începutul secolului al XIX-lea. A fost ecranizat în 1951  de Márton Keleti după un scenariu de Gyula Háy. Filmul a avut premiera în Republica Populară Ungară la 18 februarie 1951 și a intrat în concurs la Festivalul Internațional de Film de la Cannes în aprilie 1951.

## Prezentare

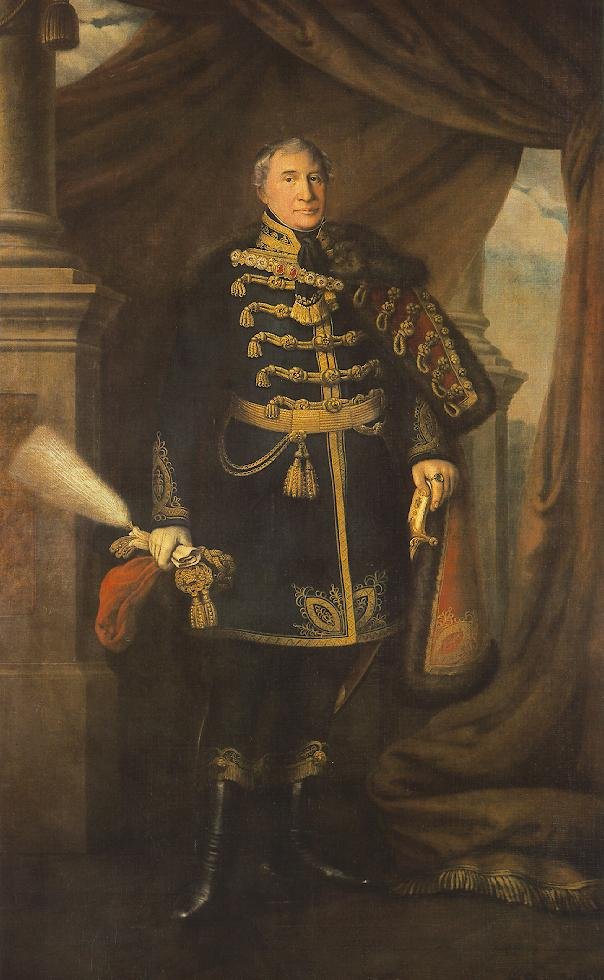
Contele János Buttler în 1836

Kálmán Mikszáth s-a inspirat dintr-o dispută reală de la sfârșitul secolului al XVIII-lea și începutul secolului al XIX-lea între contele János Buttler și familia baronului Döry. Povestea începe cu vizita contelui Buttler la baronul Döry. Când baronul află că fiica sa Mária așteaptă un copil după ce s-a culcat cu un pastor local, el are ideea de a-și va salva fiica de rușine căsătorind-o cât mai rapid. Așa că îl păcălește pe tânărul conte Buttler cu diferite șiretlicuri și, cu ajutorul pastorului care este cauza tuturor acestor nenorociri, îl face să se căsătorească cu fiica sa. Dar lui Buttler nu îi convine în cele din urmă acest aranjament, fuge și ajunge în instanță cu această pricină. Există însă o problemă, deoarece nu există nicio dovadă care să demonstreze că această căsătorie a fost făcută ilegal. Buttler se adresează mai sus, chiar și episcopului, dar și acesta respinge cererea sa. Controversa ține mai mulți ani, chiar și noul episcop, un cunoscut al lui Buttler, nu poate schimba nimic. Acest lucru îl enervează pe conte dar și pe domnișoara Piroška Horváth, de care este îndrăgostit și care încă îl mai așteaptă. 
Între timp, doamna Buttler trăiește liniștită pe una dintre proprietățile lui János și își crește fiica. Contele pleacă apoi în lume, dar la Viena este ucis. Corpul său este transportat la mormântul familiei din Zemplín. Piroška își vinde proprietățile anul viitor și apoi dispăre din regiune. Oamenii încep să vorbească că l-au întâlnit pe János Buttler în lume, care nu a murit, dar și-ar fi înscenat moartea pentru a scăpa de soția sa. Omul care a răspândit acest zvon este vechiul majordom al lui Buttler, care ar fi deschis în secret sicriul stăpânului său și ar fi găsit un manechin de lemn în el.

## Analiză critică
Acesta este primul roman istoric din cariera de scriitor a lui Mikszáth, intriga romanului are loc în anii 1810. Este adevărat că nu este un roman istoric în sensul operelor lui Zsigmond Kemény sau Mór Jókai: nu este vorba despre soarta națiunii, nu prezintă marile evenimente și eroi remarcabili ai epocii. Mikszáth privește trecutul dintr-o latură mai intimă și descrie societatea epocii, printr-un conflict familial esențial obișnuit, spunându-și părerea despre asta.
Două forțe sunt în conflict: baronul Döry dominator, lipsit de scrupule, și marii preoți implicați în conflict prin proces, pe o parte, precum și János Buttler și Bernáthék, Horváthék, care și-au apărat adevărul și puritatea morală, de cealaltă parte. Cât de mult nu este vorba aici doar de opoziția unor indivizi, este subliniat și de scriitor prin cuvintele arhiepiscopului Pyrker: „Aceasta nu mai este doar treaba ta[...] A fost o mare luptă, domnule[...] Este foarte trist că nava de război pe care am scufundat-o avea grâu în ea, dar a trebuit s-o scufundăm, domnule, pentru că aveam și inamici care ne distrugeau nava.”
Mikszáth arată clar de ce parte a baricadei s-a poziționat. Deși subliniază în repetate rânduri că scrie o cronică bazată pe o poveste reală, prezența personală a scriitorului-narator este simțită în mod constant. El îl simpatizează pe eroul care suferă în timpul procesului, John Buttler, și îi prezintă adesea figura într-un cadru idilic, cum ar fi istoria de cinci ani a iubirii sale. Descrierile sale aspre satirice și remarcile batjocoritoare se referă în mare parte la cealaltă tabară. Condamnă în principal conduita clerului catolic, iar satira se revarsă asupra naturii umane a preoților care decid procesul. Romanul, la baza sa sumbru, devine viu și plăcut prin trăsături cunoscute din alte lucrări ale stilului narativ al lui Mikszáth: spiritul său anecdotic și de povestitor neîntrerupt, bogăția episoadelor. Nu există nicio diferență esențială între romanele scriitorului din tinerețea și bătrânețea sa.

## Primire
Căsătoria ciudată a apărut pentru prima dată la Budapesta în 1900, în două volume. Primirea sa la acea vreme a fost rece, cu critici mai preocupați de problema realității poveștii. În acel moment, Mikszáth a susținut că opera sa era o descriere fidelă a ceea ce sa întâmplat în realitate. A auzit într-adevăr povestea de la un membru al familiei Bernáth și abia mai târziu a devenit clar că adevăratul conte Buttler nu s-a căsătorit din constrângere, ci de fapt din dragoste și a încercat să divorțeze pentru că a fost ulterior dezamăgit. Cu toate acestea, această eroare materială nu aduce atingere valorilor artistice ale acestei opere de artă.
În dezbaterile care au izbucnit în anii 1930, credibilitatea a fost, de asemenea, pusă sub semnul întrebării, cu toate că adevărata cauză a atacurilor a fost adeseori provocarea pe care o aduce romanul împotriva puternicului cler catolic. Mai târziu, în anii 1960, tocmai datorită acestei intenții revelatoare, romanul a fost menționat ca una dintre operele tipice ale realismului critic.
Romanul Căsătorie ciudată a provocat o mare indignare în cercurile bisericești de atunci. În plus, în perioada când a fost realizată ecranizarea romanului, în anii 1950, statul comunist maghiar era în plină campanie împotriva Bisericii Romano-Catolice. Filmul Căsătorie ciudată - așa cum a fost gândit inițial, ca ecranizare a unui roman anticlerical, a servit scopurilor ideologice și propagandistice ale statului stalinist, și a furnizat o bază importantă și puternică propagandei anticlericale. Conform unor surse, aproape 30 de persoane au fost condamnate la moarte în 17 procese, iar 17 persoane au fost executate. Mai mulți arestați au murit torturați în timpul interogatoriilor.
Opera lui Mikszáth a fost, de asemenea, refăcută și pusă în scenă unde a fost interpretată de mai multe ori în mai multe teatre. Rolul contelui Buttler a fost interpretat de Zoltán Latinovits, printre alții.